# Usnija Redžepova

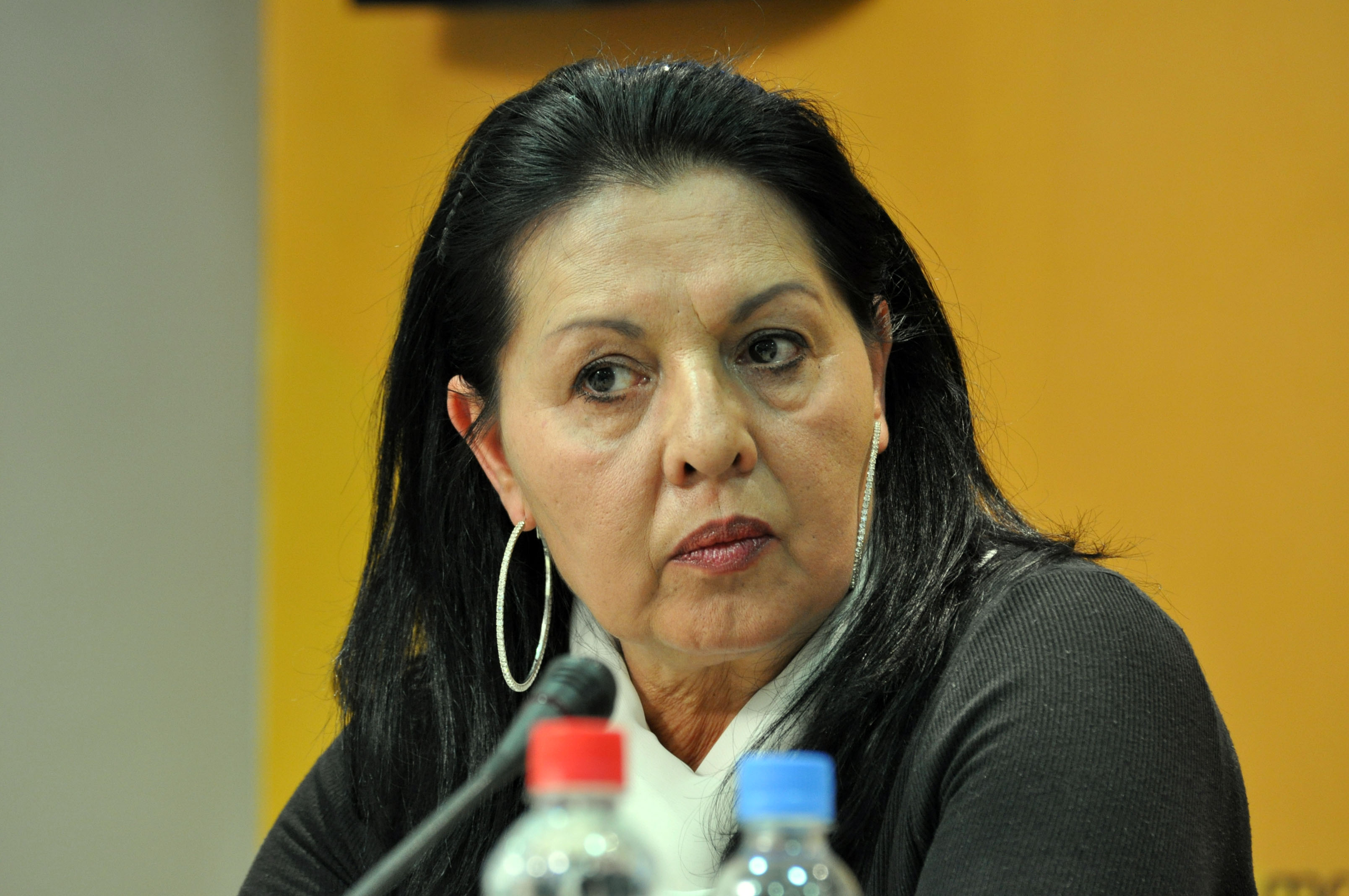
Usnija Redžepova, 2008

Usnija Redžepova (Уснија Реџепова, auch Usnija Jašarova (Уснија Јашарова); geboren am 4. Februar 1946 in Skopje, Volksrepublik Mazedonien; gestorben am 1. Oktober 2015 in Belgrad) war eine jugoslawisch-mazedonische Schauspielerin und Sängerin, die einen eigenen südserbischen Stil entwickelt hatte. Sie trat 25 Jahre lang am Nationaltheater Belgrad als legendäre Romni Koštana (Коштана) auf.

## Leben
Redžepovas Mutter Sabri war Türkin. Ihr Vater Jashar (auch Jašar) gehörte der Bevölkerungsgruppe der Roma an. Ihr Vater hatte sich scheiden lassen, da seine erste Frau keine Kinder bekam und hatte die verwitwete Sabri mit zwei Kindern geheiratet. Neben Usnija bekam das Ehepaar noch drei Kinder. Er war Klempner von Beruf und legte großen Wert auf Schulbildung und eine strenge Erziehung.
Redžepova gab ihr Bühnen-Debüt bei einem Wettbewerb für junge Sänger von Radio Skopje. Mit einem bekannten Hit von Radmila Karaklajic gewann sie den zweiten Preis und erhielt Angebote für eine Gesangskarriere. Ihre Eltern lehnten dies strikt ab. Nach ihrem Schulabschluss trat Redžepova mit einem Orchester aus Strumica auf, um Geld für ihr Studium in Belgrad zu verdienen.
Nach Tourneen durch Jugoslawien sang Redžepova vor Landsleuten in Australien, unter anderem im Sydney Opera House und nach ihrem ersten Studienjahr vor jugoslawischen Arbeitern im Sudan. Sie studierte Arabisch an der Fakultät für Philologie der Universität Belgrad. Eine zufällige Begegnung am Flughafen Skopje ermöglichte ihr Filmaufnahmen mit Radiotelevizija Beograd. In Der Derwisch und der Tod (im Original: Dervis i smrt) spielte sie 1974 eine Sängerin, in Kostana 1980 die Hauptrolle neben Branislav Jerinić als Mitketa und Ljubivoje Tadić als Stojan. Es war die dritte TV-Adaption des Dramas von Bora Stankovic (1876–1927). Die Tragödie spielt in der südserbischen Stadt Vranje und handelt von einem singenden Roma-Mädchen, das einen alten Mann heiraten soll. In der Zwischenzeit verkörperte Redžepova diese Rolle schon am Nationaltheater in Belgrad, die sie als Mutterschaftsvertretung bekommen hatte.
Im am meisten inszenierten Stück in der Geschichte des serbischen Theaters spielte Redžepova ein Vierteljahrhundert lang die Koštana Stankovićs. Ihre Partner waren alle Legenden des Nationaltheaters Raša Plaović († 1977), Jovan Milićević († 1992) und Rastko Tadić († 1994). Als Sängerin trat sie vor ausländischen Diplomaten auf sowie auf der Insel Brijuni für den Staatsgast Fidel Castro und Josip Broz Tito.
Als die in den 1990er Jahren die Jugoslawienkriege ausbrachen, zog sich Redžepova für einige Jahre aus dem öffentlichen Leben zurück. Sie betrachtete diese als Zerstörung ihrer Heimat. Im Jahr 2012 erhielt sie „für ihren herausragenden Beitrag zur Kultur“ eine nationale Rente und sah diese als „die bedeutendste Anerkennung ihrer Karriere“ an.
Usnija Redžepova starb am 1. Oktober 2015 im Alter von 69 Jahren nach einem langen Kampf gegen Lungenkrebs in Belgrad und wurde bei ihren Eltern und Geschwistern in ihrer Heimatstadt Skopje begraben. Sie hatte 1978 den Akkordeonspieler Svetomir Šelić („Šele“) geheiratet, der zwei Jahre vor ihr starb. Die Ehe blieb kinderlos.

## Werk
Redžepova hat mit ihren Liedern die jugoslawische Volksmusik geprägt. Lieder, in Erinnerung bleiben, beispielsweise: Od Niša do Vranja (Von Niš nach Vranje), Ja sa juga, ti sa severa (Ich aus dem Süden, du aus dem Norden) und Živote moj (Mein Leben). Die Zeitung Novosti nannte sie in ihrem Nachruf die „ungekrönte Königin“ der Melodien Südserbiens.

### Usnija Jašarova und Esma Redžepova
Ihre erste Langspielplatte Songs of a Macedonian Gypsy nahm Usnija Redžepova zusammen mit Esma Redžepova auf. Um eine Verwechselung zu vermeiden, gab ihr das Label den Namen Usnija Jašarova, unter dem sie auch zwei Singles aufnahm. Im Jahr 2006 sangen beide nochmal ein Duett.

### Diskografie (Auswahl)
Alben
- 1977: Usnija
- 1984: Dajte mi dajre
- 1987: Šta hočeš
- 1992: Usnija i Orkestar Dragana Stojkovića Bosanca
- 1994: Usnija
- 1994: Ja sa juga, ti sa severa
- 2007: Oko Niša kiša

Extended Plays
- 1966: Usnija Jašarova i Jovanka Ivanovska
- 1966: Džulo, Džulo
- 1968: Ciganske pjesme pjeva Usnija

Singles
- 1971: Ne pitaj za moje ime
- 1972: Da ima ljubov, da ima sreka
- 1974: Hej cigani
- 1975: Šta je život kad ljubavi nema
- 1976: Kavusan sevgililer
- 1978: Šta da radim sa tobom
- 1978: Mani, Mani
- 1979: Hočeš ljubav kćeri roma
- 1981: Čaj ljelja rome
- 1983: Kazuj, krčmo džerimo

### Theater
- Koštana (langjährige Hauptrolle) – Nationaltheater Belgrad

### Filmografie
- 1973: Zenidba nosaca Samuela
- 1974: Dervis i smrt – Der Derwisch und der Tod (1976)
- 1976: Cast mi je pozvati vas (Sylvesterausgabe der Fernsehreihe)
- 1978: Dopisani
- 1980: Kostana (Hauptrolle)
- 1982–1986: Folk parada Comedy (Fernsehreihe)